# Tigranakert (Ağdam)

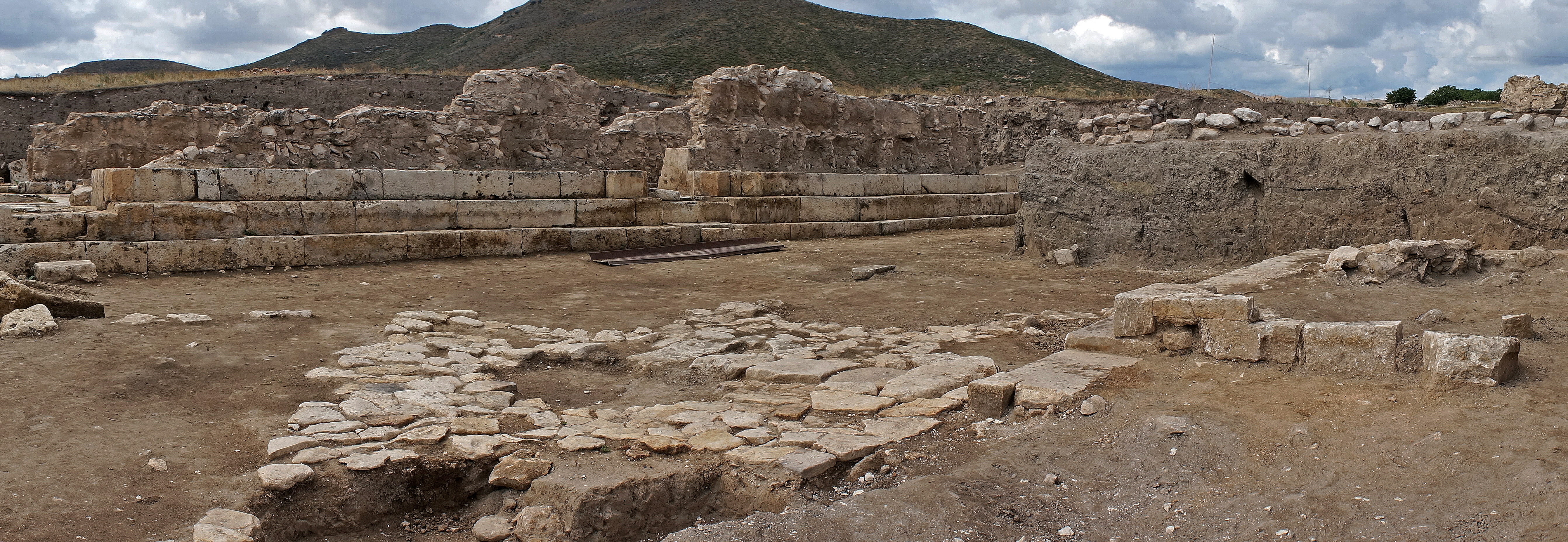
Ruinen der Festung Tigranakert

Die Festung Tigranakert wurde im 1. Jahrhundert v. Chr. erbaut und befindet sich im Rayon Ağdam in Aserbaidschan.
Erbaut wurde sie vom armenischen König Tigran dem Großen. Tigran baute in seinem mächtigen Reich vier nach ihm benannte Städte (u. a. Martyropolis, lat. Tigranocerta). Die Existenz von Tigranakert (in Bergkarabach) wird zum ersten Mal in den Chroniken der Historiker Sebeos und Movses Kakhankatvetsi im 7. Jahrhundert erwähnt.
Erste Ausgrabungen im Bereich der Festung begannen im März 2005, kurz nach deren Entdeckung. Zu dieser Zeit wurde das Gebiet von der international nicht anerkannten Republik Bergkarabach kontrolliert. Die Ausgrabungen wurden bis 2020 unter der Leitung von Hamlet L. Petrosyan vom Armenian Academy of Sciences’ Institute of Archaeology and Ethnography fortgeführt. Während der Ausgrabungen wurden u. a. Grundmauern der Befestigungen der Zitadelle, deren Zentrum sowie Reste einer frühchristlichen Basilika freigelegt.
Fundstücke aus den Ausgrabungen wurden im 2010 gegründeten Archäologischen Museum von Tigranakert aufbewahrt und präsentiert. Während des Krieges um Bergkarabach 2020 wurde das Museum geschlossen und der Fundus in Sicherheit gebracht.